# Adolf Streuli
Adolf Streuli (1868 - 1953) was Zwitsers politicus. Hij was afkomstig uit een oude familie uit het kanton Zürich. 
Adolf Streuli was lid van de Vrijzinnig Democratische Partij (FDP) en de Regeringsraad van het kanton Zürich. Hij was van 1 mei 1926 tot 30 april 1927 en van 1 mei 1932 tot 30 april 1933 voorzitter van de Regeringsraad (dat wil zeggen: regeringsleider) van het kanton Zürich.
- Base de données des élites suisses: 52530
- Gemeinsame Normdatei: 1051853966
- Historisch woordenboek van Zwitserland: 005914
- Virtual International Authority File: 308737825
- WorldCat: E39PBJxWWbYQ3v8Q6CBbqC4g8C